# Minar-i Chakri

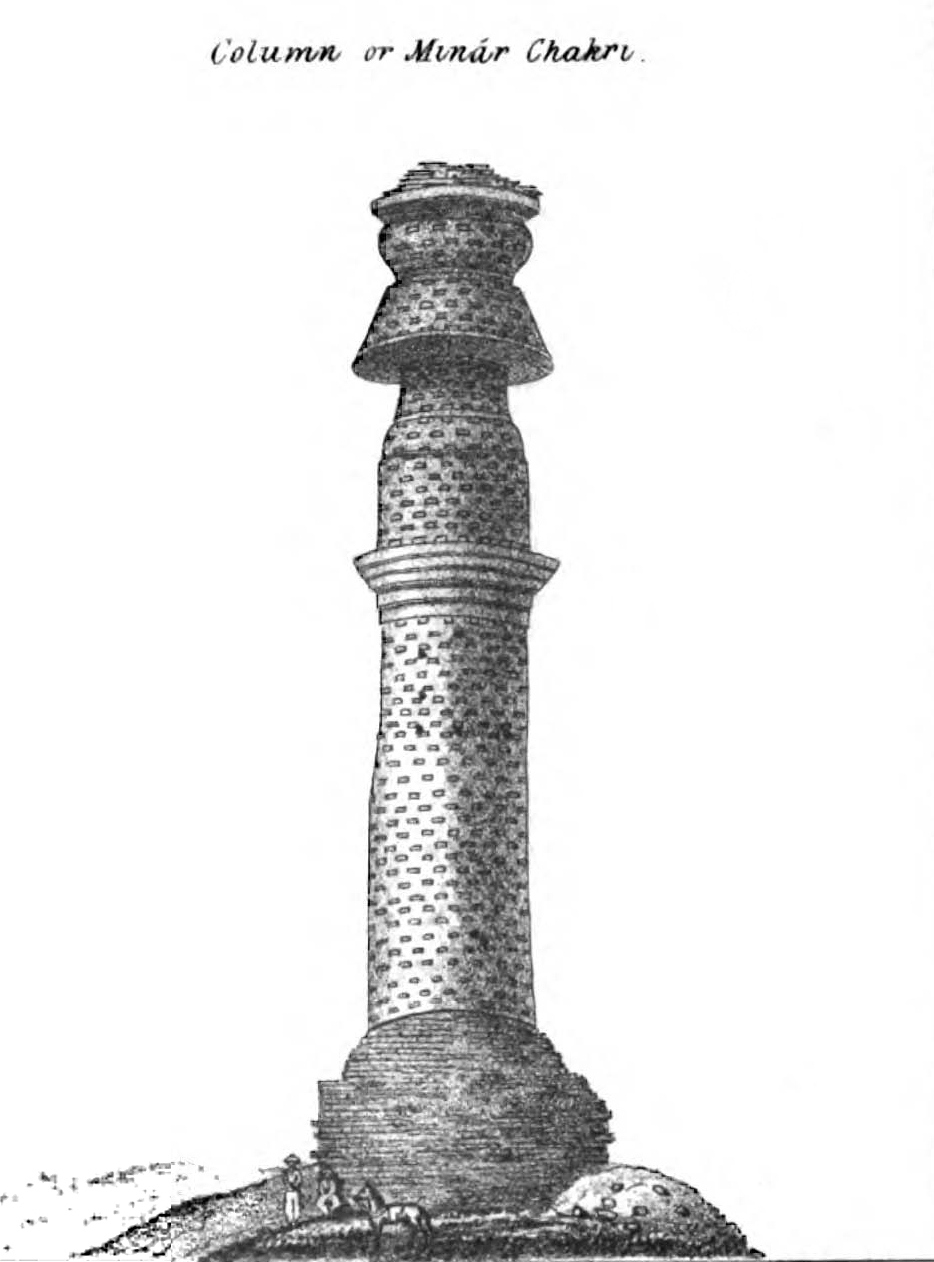
Minar-i Chakri en 1836 dibujado por Charles Masson

Minar-i Chakari es un pilar hecho de piedras talladas en una elevación de 16 kilómetros al sureste de Kabul en Afganistán. Tiene 28,5 metros de altura y es uno de las construcciones budistas que en la época del imperio Kushán se construyó en la zona de Kabultals. Minar-i Chakari fue construido en el siglo I d. C. y sufrió graves daños durante la guerra civil afgana. En 1988 fue posteriormente destruido por el régimen talibán.

## Ubicación
Minar-i Chakari está ubicado directamente en la ladera norte de la cresta de Shakh Baranta y continúa 600 metros hasta la llanura de Kabul. La ciudad se puede ver desde arriba y las montañas nevadas del Hindú Kush al fondo. Al sur hay una meseta hasta otra cadena montañosa con picos de más de 3000 metros. El pilar se encuentra ampliamente en una antigua ruta comercial y turística, la conexión más cercana a la capital regional del imperio greco-bactriano de Alejandría en el Cáucaso. Se encuentra a 65 kilómetros al norte de Kabul, y desde el sureste se dirige hacia Jalalabad en dirección a la India. Bajo el gobierno de los kushan, la provincia griega (satrapía) Paropanisadai pasó a llamarse Kabulistán y la administración provincial se trasladó a Kabul. Durante el reinado del rey Vima Kadphises, alrededor del año 100 d. C., el imperio comenzó a expandirse hacia la India y la economía tuvo un crecimiento magnífico, que se reflejó en la construcción de monumentos y monasterios budistas alrededor de la capital. Esto también incluyó la construcción de dos pilares budistas (stambha) en el sur de la ciudad: el Surkh Minar ("torre roja") de 19 metros de altura, que se derrumbó en un terremoto en la primavera de 1965, y el Minareh Syah, que está más cerca hacia y al pie de la montaña ("Torre negra") en la montaña, que se llamó Minar-i Chakari en el siglo XIX.

## Descubrimiento e investigaciones
Minar-i Chakri se encontró por primera vez en su camino hacia la antigüedad occidental a través de soldados británicos que exploraban el país en el siglo XIX. En 1841, Charles Masson publicó un informe detallado y el dibujo de un "monumento griego" en Londres. Sin embargo, con la retirada del ejército británico al final de la primera guerra anglo-afgana, algunos de los sobrevivientes informaron sobre un pilar que habían visto.